# Arroyo de las Flores (Arroyo Grande)
El arroyo de las Flores es un curso de agua que atraviesa el departamento de Río Negro en la República Oriental del Uruguay. Pertenece a la cuenca hidrográfica del Río de la Plata.
Nace en la Cuchilla de Navarro y desemboca en el arroyo Grande tras recorrer alrededor de 42 km.